# Belau loba klisiich er a kelulul
Belau loba klisiich er a kelulul (auch: Belau rekid, deutsch: „Unser Palau“) ist die Nationalhymne des Inselstaates Palau. Sie wurde 1980 angenommen, nachdem sich die Bürger von Palau im Jahr 1978 gegen einen Beitritt zu den 1979 gebildeten Föderierten Staaten von Mikronesien und für die Selbständigkeit ausgesprochen hatten. Die Hymne wurde unverändert übernommen, als Palau am 1. Oktober 1994 offiziell unabhängig wurde.
Die Musik wurde von Ymesei O. Ezekiel (1926–1984) komponiert. Der Text wurde aus den Beiträgen verschiedener Autoren zusammengestellt, so dass offiziell kein Textdichter benannt wird.

## Text

### Originaltext
Belau loba klisiich, er a kelulul

El di mla ngarngii ra, rechuodel mei

Me ng mengeluolu er a, chimol beluu

El ngar eungel a rirch lomekesang.

Bo doleketek a kerruul, era beluad

Lolab a blak el reng, ma duch el reng

Belau a chotil a, klengar rekid

Me bo dorrurt a bedul msa klisichel.

Bo dekaiue reked chim, lokiu a reng

E dongedmokl ra, di mla koted

Lomecheliu a rengedel, ma klebkelle

Lokiu a budech ma beltik el reng.

Dios momekngeltengat, ra belumam

El di mla dikesam ra, rechuodel mei

Beskemam a klisicham, ma llemeltam

Lorrurt a klungiolam el mo cherechar.

### Englische Übersetzung
Palau is coming forth with strength and power,

By her old ways abides still every hour.

One country, safe, secure, one government

Under the glowing, floating soft light stands.

Let’s build our economy’s protecting fence

With courage, faithfulness and diligence

Our life is anchored in Palau, our land

We with our might through life and death defend

In spirit let’s join hands, united, one

Care for our homeland…from forefathers on

Look after its concord, its glory keep

Through peace and love and heart’s devotion deep

God bless our country, our island home always

Our sweet inheritance from ancient days

Give us strength and power and all the rights

To govern with to all eternity

### Deutsche Übersetzung
Palau schreitet voran mit Stärke und Macht,

mit seiner Tradition bleibt es sich stets treu.

Eine Heimat, unbeschadet, sicher, eine Regierung,

die sich unter dem leuchtenden, sanften Licht behauptet.

Lasst uns den Schutzzaun unserer Wirtschaft errichten

Mit Mut, Glauben und Fleiß

Unser Leben ist verankert in Palau, unserem Land

Das wir mit all unserer Macht im Leben und im Tode verteidigen

Im Geiste lasst uns die Hände reichen, vereinigt, eins

Für unser Heimatland sorgen … wie seit den Zeiten der Ahnen

Seine Eintracht erhalten, seinen Ruhm bewahren

Durch Frieden und Liebe und tiefe Hingabe der Herzen

Gott segne unser Land, unsere Inselheimat für immer

Unser süßes Erbe aus alten Tagen

Gib uns Stärke und Kraft und alle Rechte

Um mit ihnen zu regieren in alle Ewigkeit.